# Mikroregion Registro

Mikroregion Registro

Mikroregion Registro – mikroregion w brazylijskim stanie São Paulo należący do mezoregionu Litoral Sul Paulista. Ma 11.188,601 km² powierzchni.

## Gminy
- Barra do Turvo
- Cajati
- Cananéia
- Eldorado
- Iguape
- Ilha Comprida
- Jacupiranga
- Juquiá
- Miracatu
- Pariquera-Açu
- Registro
- Sete Barras